# アクション・パクト
| 専門評論家によるレビュー | 専門評論家によるレビュー |
| レビュー・スコア         | レビュー・スコア         |
| 出典                     | 評価                     |
| ------------------------ | ------------------------ |
| AllMusic                 | [ 1 ]                    |
| CHARTattack              | [ 2 ]                    |

アクション・パクト(Action Pact)は、カナダのロックバンドスローンの7枚目のスタジオ・アルバムであり2003年8月19日に発売された。アルバムのタイトルは1980年代のハリファックスのバンド、ジェリーフィッシュベイビーズ(Jellyfishbabies)の曲のタイトルYouth Action Pactからつけられた。2003年にザ・レスト・オブ・マイ・ライフ(The Rest of My Life)とリブ・オン(Live on)が、2004年にナッシング・ラスツ・フォーエバー・エニモア(Nothing Lasts Forever Anymore)がシングルカットされた。なおアクション・パクトは、現在のところアンドリュー・スコットの曲が収録されていない唯一のスタジオ・アルバムであるが、このことについてジェイ・ファーガソンは「プロデューサーのトム・ロスロックがアンドリューが持ってきた曲はこのアルバムに合わないと考えたため」と述べている。

## トラックリスト
| 全作詞・作曲: Sloan。 |                                   |           |            |                          |      |
| #                     | タイトル                          | 作詞      | 作曲・編曲 | リード・ヴォーカル       | 時間 |
| 1.                    | 「Gimme That」                    | Sloan     | Sloan      | クリス・マーフィー       | 2:39 |
| 2.                    | 「Live On」                       | Sloan     | Sloan      | パトリック・ペントランド | 3:11 |
| 3.                    | 「Backstabbin」                   | Sloan     | Sloan      | パトリック・ペントランド | 2:51 |
| 4.                    | 「The Rest of My Life」           | Sloan     | Sloan      | クリス・マーフィー       | 2:45 |
| 5.                    | 「False Alarm」                   | Sloan     | Sloan      | ジェイ・ファーガソン     | 3:47 |
| 6.                    | 「Nothing Lasts Forever Anymore」 | Sloan     | Sloan      | クリス・マーフィー       | 3:18 |
| 7.                    | 「Hollow Head」                   | Sloan     | Sloan      | パトリック・ペントランド | 3:37 |
| 8.                    | 「Ready for You」                 | Sloan     | Sloan      | クリス・マーフィー       | 2:07 |
| 9.                    | 「I Was Wrong」                   | Sloan     | Sloan      | パトリック・ペントランド | 2:52 |
| 10.                   | 「Who Loves Life More?」          | Sloan     | Sloan      | クリス・マーフィー       | 3:26 |
| 11.                   | 「Reach Out」                     | Sloan     | Sloan      | パトリック・ペントランド | 3:28 |
| 12.                   | 「Fade Away」                     | Sloan     | Sloan      | ジェイ・ファーガソン     | 4:46 |
| 合計時間:             | 合計時間:                         | 合計時間: | 38:47      |                          |      |